# Reclamezuil

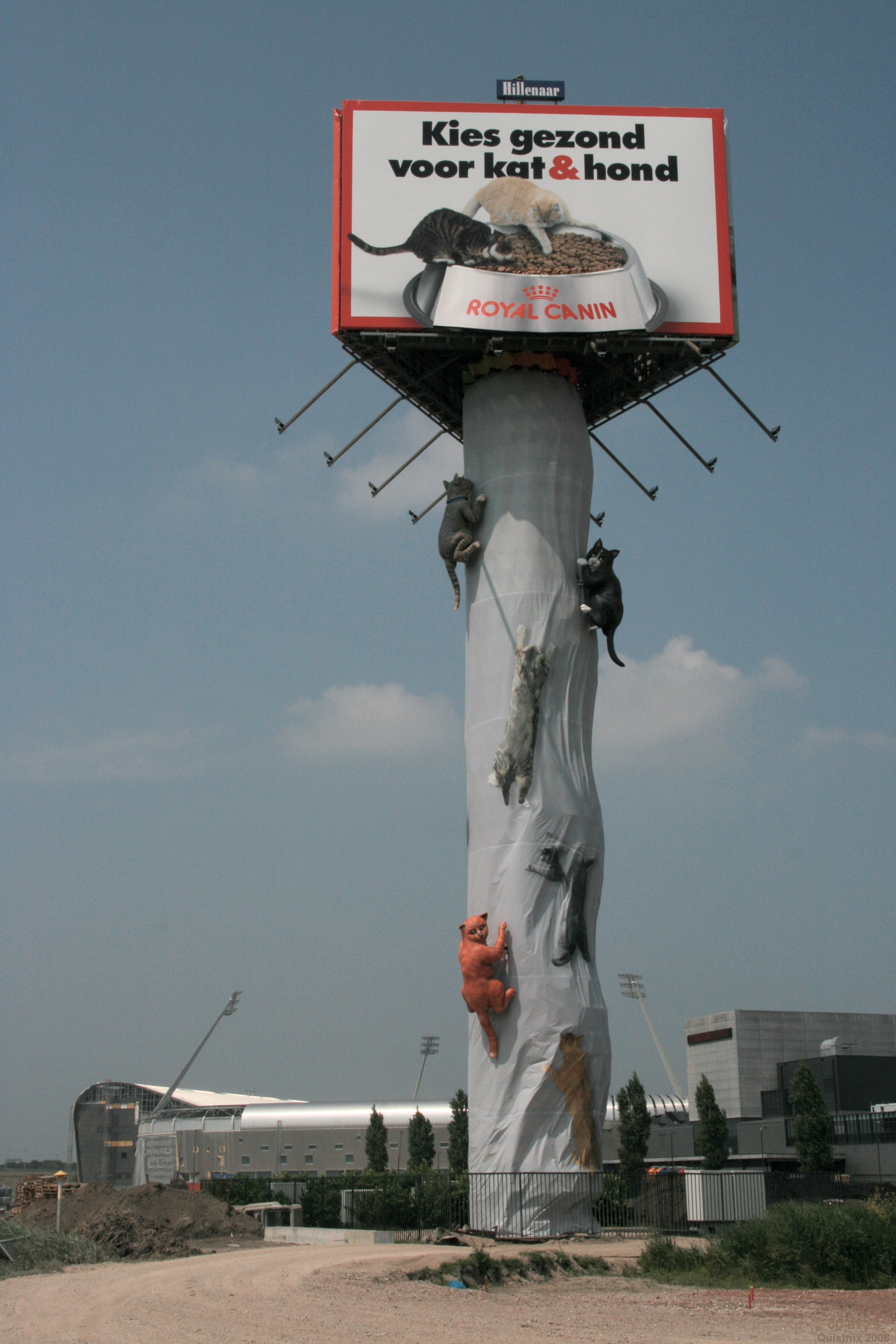
Reclamezuil in de vorm van een krabpaal

Een reclamezuil is een hoge mast waarop reclameborden zijn aangebracht, meestal drie rondom. Het voordeel van een zuil boven andere vormen is dat een zuil weinig grondoppervlakte in beslag neemt, terwijl de hoogte tot wel zo'n 40 meter kan zijn. Sommige reclamezuilen draaien langzaam rond. Reclamezuilen worden vaak bij verkeersknooppunten geplaatst. Bepaalde firma's maken hun reclames opvallender door de zuil "aan te kleden" met verlichte of bewegende objecten. Ook kan een reclamezuil voorzien worden van LED-schermen, zodat er ook bewegende reclames op getoond kunnen worden. Dit geeft bovendien de mogelijk om meerdere verschillende reclames op de zuil te tonen.